# Castelo da Sertã
O Castelo da Sertã localiza-se na vila, na freguesia e no Município da Sertã, no Distrito de Castelo Branco, em Portugal.

## História

### Antecedentes: a lenda da Sertã
De acordo com uma lenda local, registrada pelo Pe. Lourenço Farinha, que a publicou em 1930, a origem de seu castelo deve-se a Sertório, um militar romano que, exilado, viveu na Península Ibérica por volta de 80 a.C., onde se aliou à resistência dos Lusitanos, que chegou a comandar. Traído por Perpena, um lugar-tenente a soldo de Roma, que o assassinou durante um banquete, abriu-se uma nova fase que culminou com a romanização da Península.
Nas lutas que recrudesceram nesta conjuntura, diante da aproximação das tropas romanas que vinham impor cerco a esta fortificação, o chefe desta veio a perecer em combate. Ciente da notícia, a sua esposa, Celinda, subiu ao alto dos muros da povoação e liderou a defesa, lançando azeite fervente sobre os romanos com a grande frigideira com que fritava ovos no dia-a-dia (sertage). Esta corajosa ação permitiu ganhar tempo para que chegassem reforços dos lugares vizinhos, obrigando ao recuo dos romanos, ficando daí em diante o lugar conhecido como Certã, posteriormente Sertã. A lenda encontra-se perpetuada no brasão de armas da vila, onde se lê: Sartago Sternit Sartagine Hostes.

### O castelo medieval

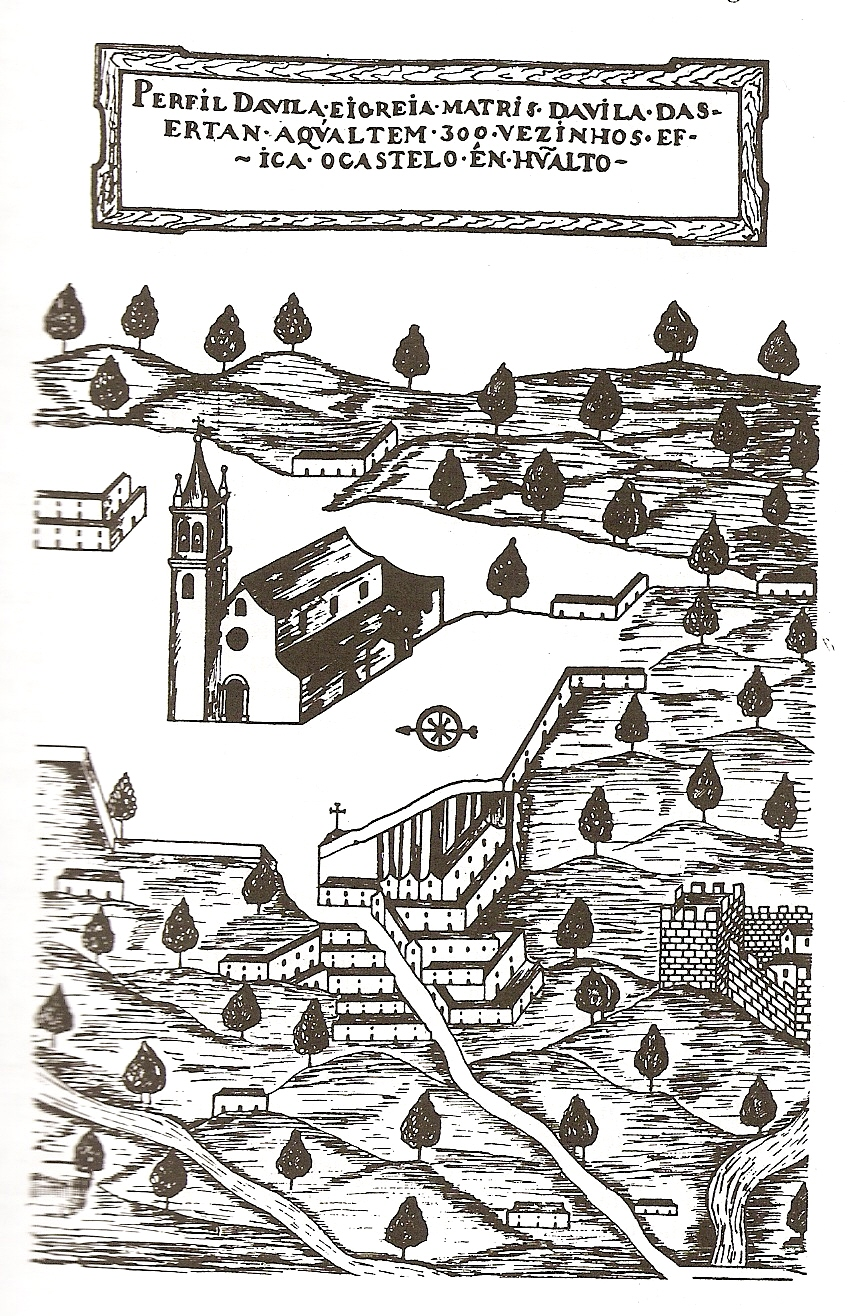
Iconografia da Sertã em 1640: à direita, o castelo.

A mais antiga referência bibliográfica ao castelo é de Miguel Leitão de Andrada, em 1629, na forma de uma lenda muito adulterada. É facto que as escavações arqueológicas realizadas no final do século XX, não identificaram vestígios de romanos ou de lusitanos.
Além dessa, não existe informação adicional acerca da primitiva fortificação, que se acredita remonte ao século X.
No contexto das lutas pela Reconquista cristã da Península Ibérica, o conde D. Henrique de Borgonha (1095-1112), teria determinado o repovoamento do local bem como a reedificação de seu castelo.
Estes domínios pertenceram à Ordem do Templo e, com a sua extinção em Portugal, passaram à Ordem do Hospital. Sob o reinado de D. Afonso V (1438-1481), a povoação recebeu Carta de Foral (1455), confirmado em 1513 por D. Manuel I (1495-1521). Algumas décadas mais tarde, em meados do século XVI, foi Alcaide-mor da Sertã, Vicente Caldeira.
O castelo encontra-se referenciado na publicação inglesa "Handbook for Travellers in Portugal" ("Manual para Viajantes em Portugal"), em 1850, como "extremely picturesque" ("extremamente pitoresco").

### Os dias de hoje
Atualmente, os vestígios do monumento encontram-se em Vias de Classificação pelo poder público.

## Galeria

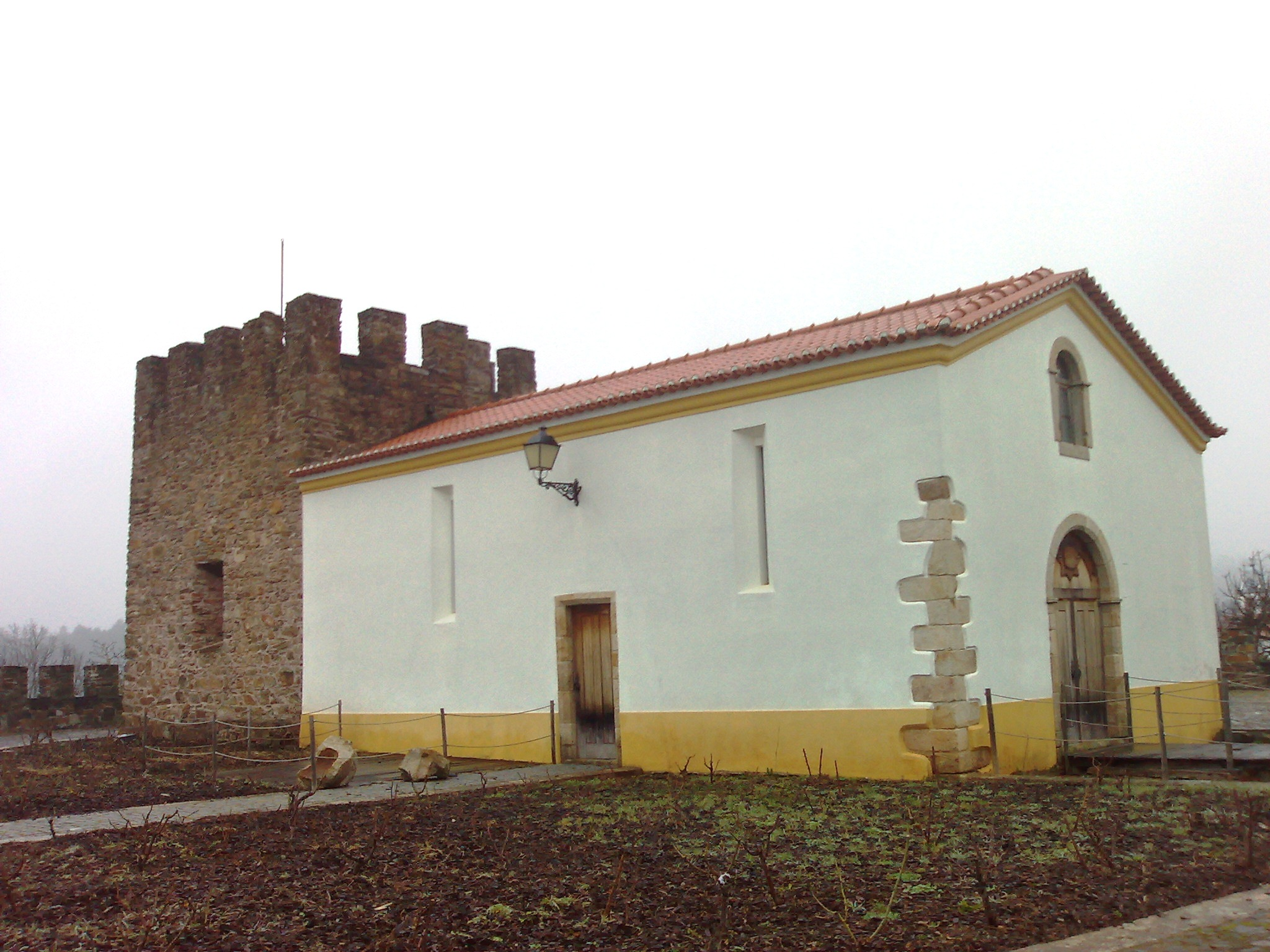
Igreja do castelo
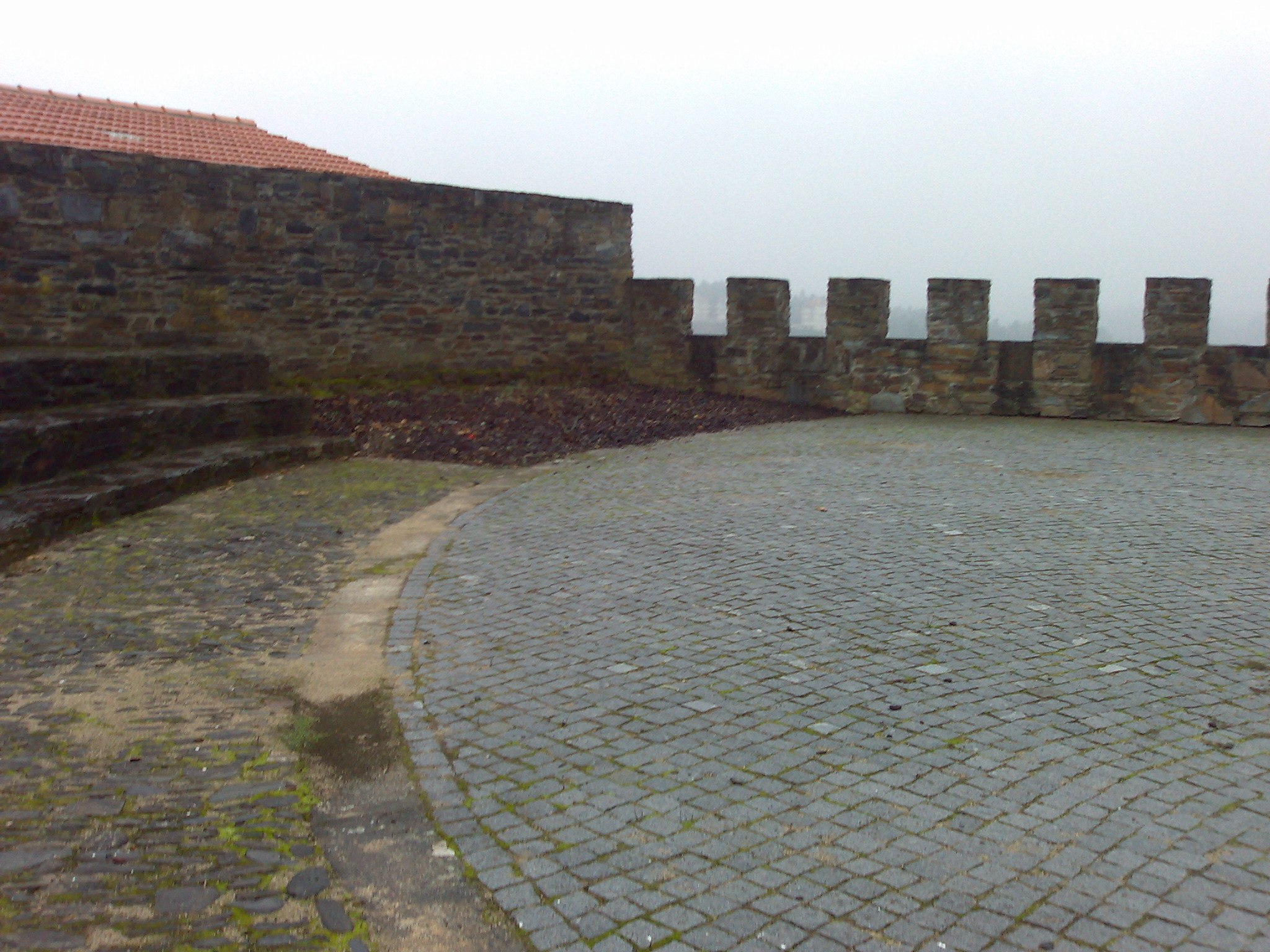
Pormenor da muralha
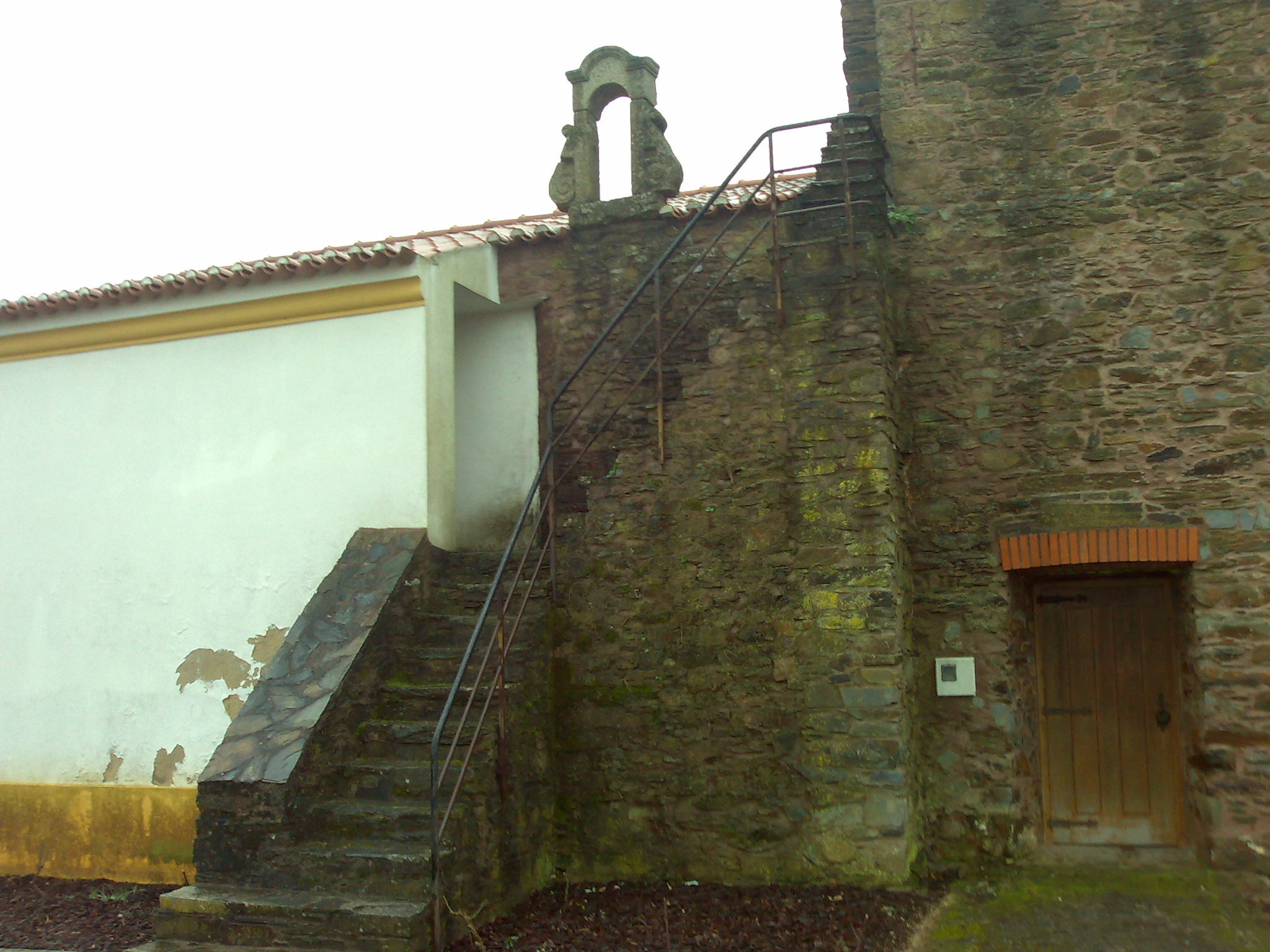
Pormenor da torre e da igreja
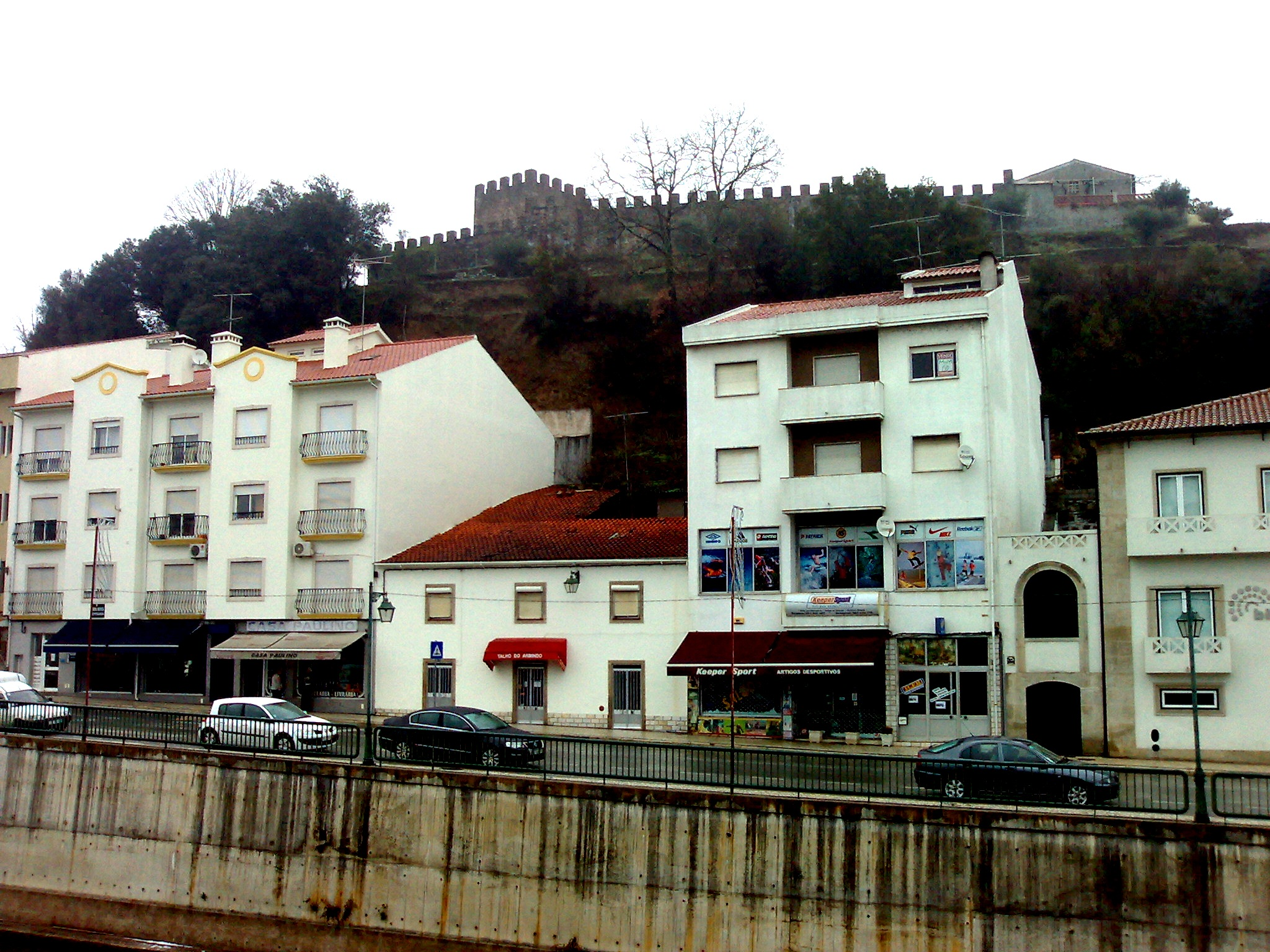
Castelo da Sertã atrás de casario